# Twinkl
Cet article possède un paronyme, voir Twinkle.
Twinkl est une maison d'édition éducative en ligne internationale fondée par Jonathan Seaton et Susie Seaton en 2010. Son siège est à Sheffield, en Angleterre. La maison d'édition propose plus de 900 000 ressources éducatives, dont 130 000 en accès libre et dans différentes langues.

## Produits
Twinkl crée et offre un large éventail de ressources pédagogiques adaptés à tous les âges et dans différentes langues. Cela comprend des ressources pour les écoles maternelles, primaires, et secondaires. Les ressources pédagogiques sont aussi adaptés pour les éducateurs spécialisés ainsi que les parents offrant une instruction à domicile. Twinkl possède aussi un grand nombre de ressources éducatives ESL pour apprendre l'anglais, et aussi d'autres ressources adaptées à la pédagogie Montessori.

## Emplacement
L'entreprise a déménagé en 2014 vers son siège social actuel à Sheffield, en Angleterre. En 2017, elle a ouvert un deuxième bureau  à Wollongong, en Australie. En 2020, l'entreprise compte plus de 710 employés répartis sur 15 sites à travers le monde.

## Partenariat
Un grand nombre de partenariats ont été réalisés avec différentes organisations dans le but de créer des ressources accessibles gratuitement pour tous. Parmi les partenaires, nous retrouvons Unicef, BBC Teach, BBC Children in Need, Netflix, CoComelon , Play-doh , Santander et Scuderia Ferrari.

## Reconnaissance et réalisations
En avril 2018, Twinkl a reçu le Queen's Award for Enterprise  pour le travail de l'entreprise dans le domaine du commerce international. Twinkl a reçu en 2020 un deuxième Queen's Award for Enterprise, pour son innovation,.
Jonathan Seaton, cofondateur et PDG de Twinkl, a été nommé membre de l'Ordre de l'Empire britannique (MBE) pour ses services dans le domaine technologie et éducation au cours de la pandémie de covid-19 en 2020.